# Ciné-parc

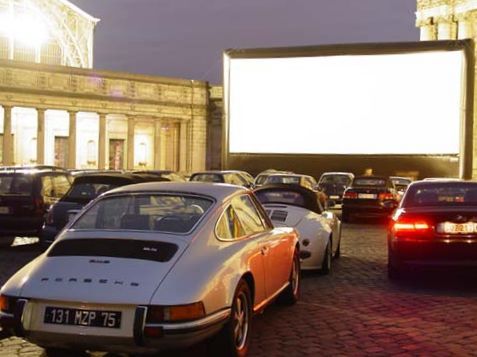
Un cinéma en plein air provisoire en Belgique (Cinquantenaire à Bruxelles), avec un Airscreen (écran gonflable).

Le ciné-parc, (ou drive-in), est une forme de cinéma en plein air accessible en automobile. Le lieu, offrant un grand espace de parking destiné aux voitures, est composé d'un grand écran, d'une cabine de projection, parfois d'un espace de vente de boissons et collations. Les spectateurs restent dans leur voiture pour profiter de la projection.

## Histoire

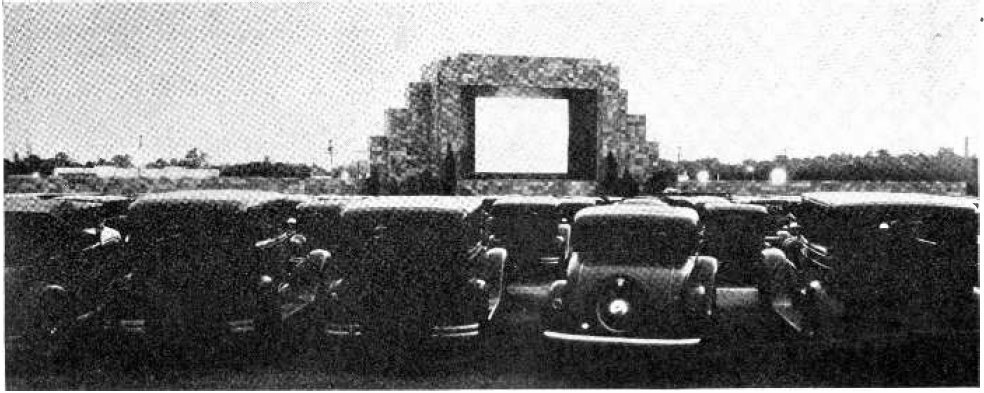
Le premier ciné-parc de Camden (New Jersey), en 1933.

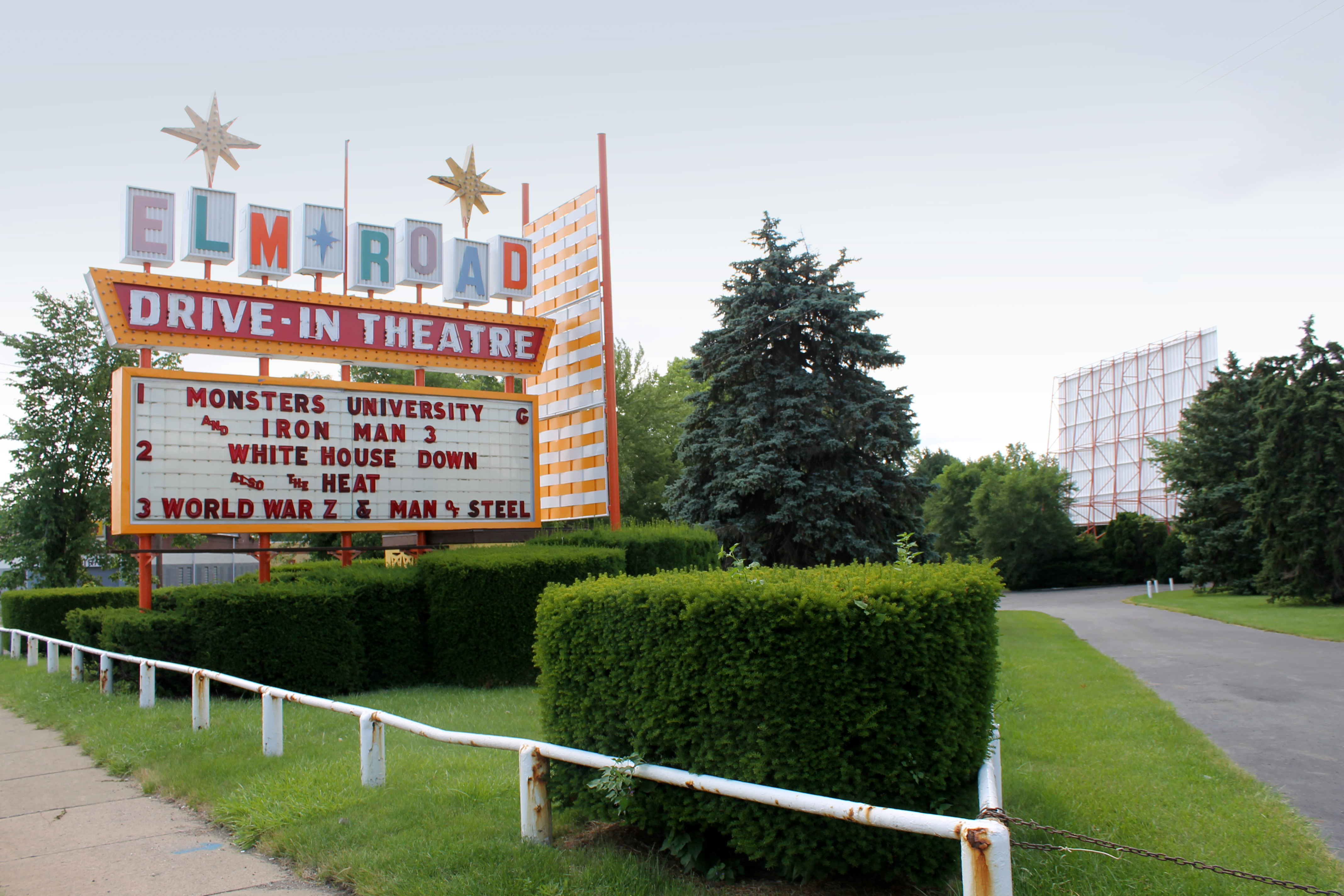
L'entrée d'un ciné-parc dans l'Ohio.

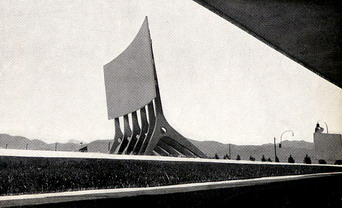
Cinéma en plein air à Téhéran.

Après qu'un premier drive-in partiel, le Theatre de Guadalupe, ait été ouvert à Las Cruces, au Nouveau-Mexique en 1915, un drive-in est ouvert à Comanche, Texas, par Claude V. Caver en 1921. Les voitures étaient parquées pare-chocs contre pare-chocs et les clients pouvaient visionner des films muets de l'époque depuis leur auto. Dans les années 1920, les cinémas en plein air deviennent populaires pendant l'été.
Le théâtre drive-in à proprement parler est inventé aux États-Unis en 1932 par Richard M. Hollingshead Jr. (en), un magnat de l'industrie chimique né à Camden, New Jersey. En 1932, il réalise ses premiers essais chez lui, à son domicile ; après avoir fixé un écran aux arbres de son jardin, il installe un projecteur Kodak sur le capot de sa voiture et place une radio derrière l'écran. Il teste différents niveaux sonores avec les vitres de sa voiture ouvertes ou fermées. Il va déterminer la taille des rangs et l'espace entre les rangs de sorte que les voitures puissent avoir une vision correcte de l'écran. Poursuivant ses expérimentations, il dépose une demande de brevet pour son invention le 6 août 1932, qu'il obtient le 16 mai 1933 (US Patent 1 909 537). Cependant ce brevet sera déclaré invalide dix-sept ans plus tard par le tribunal du Delaware. 
Ainsi le premier drive-in de Richard M. Hollingshead ouvre le 6 juin 1933 dans le New Jersey sur le boulevard de l'Amiral Wilson à Pennsauken. Son argument de vente est que le drive-in est un lieu où « toute la famille est la bienvenue, sans avoir à se soucier du bruit que font les enfants. ». Ce drive-in ne restera ouvert que trois ans, mais d'autres États ont acheté le concept pendant cette période. Le 15 avril 1934, l'ouverture de l'auto-park de Shankweiler à Orefield, Pennsylvanie, fut suivie de l'ouverture du Drive-in Short Reel Theater de Galveston le 5 juillet 1934, puis celle du Pico à Los Angeles le 9 septembre 1934, et celle du Weymouth Drive-In Theatre à Weymouth, Massachusetts le 6 mai 1936. En 1937, trois drive-in supplémentaires ouvrent dans l'Ohio, le Massachusetts et à Rhode Island, puis une douzaine d'autres entre 1938 et 1939 en Californie, Floride, Maine, Maryland, Massachusetts, Michigan, New York, Texas et Virginie.

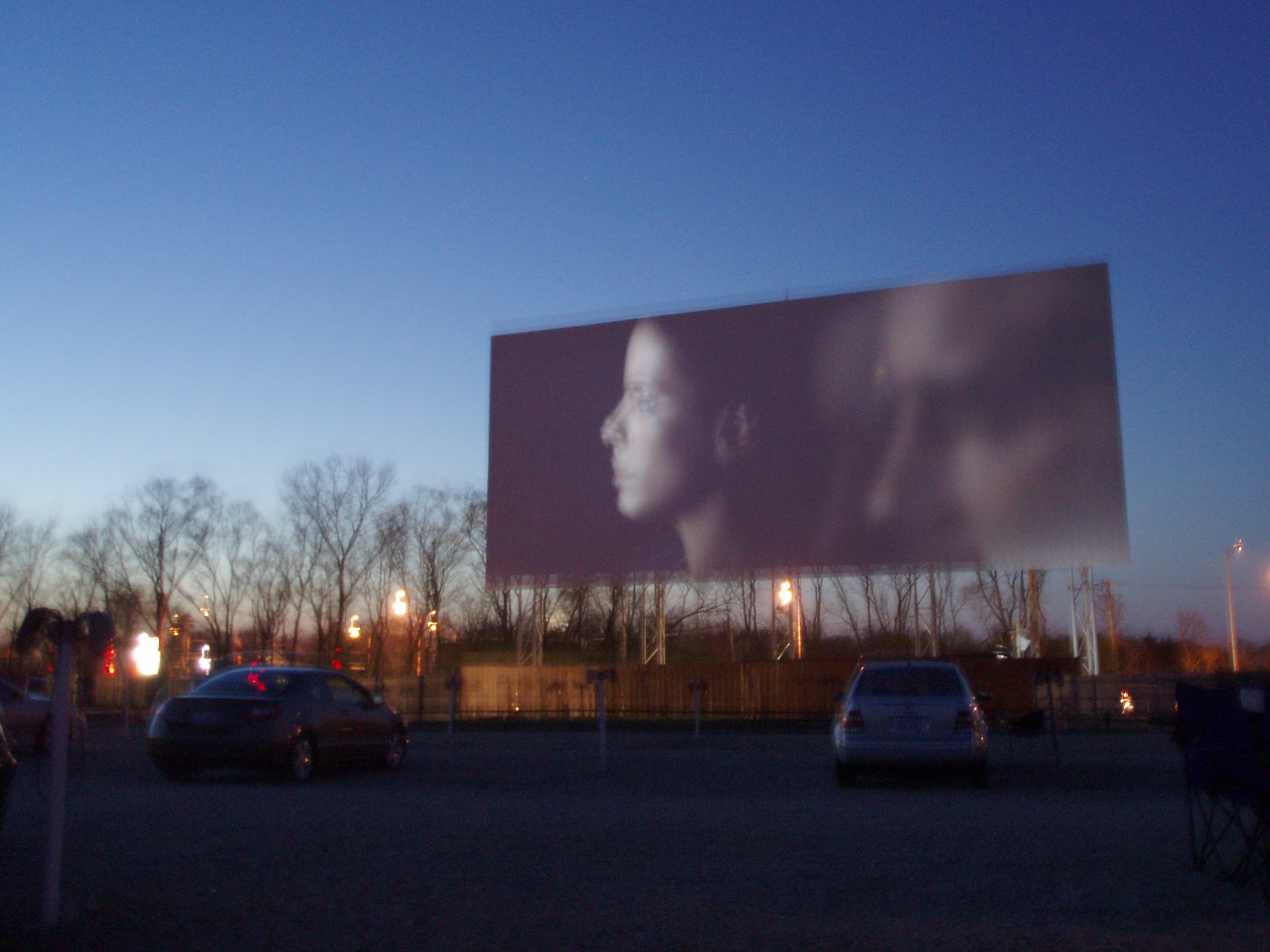
Un écran de drive in et quelques voitures.

La popularité du drive-in s'explique par son prix qui est aligné sur ceux du cinéma traditionnel, et sur le fait que les familles peuvent venir avec leurs enfants sans craindre de déranger les autres spectateurs. Avant la Seconde Guerre mondiale, il y avait environ cent grands drive-in au niveau national.
Le pic de popularité du drive-in se situa dans les années 1950 et début 1960, particulièrement dans les zones rurales, avec quelque 4 000 drive-in à travers les États-Unis. Les revenus des drive-in étaient moindres que ceux des salles de cinéma ordinaires, puisque la première condition pour que la projection puisse avoir lieu dans les conditions optimales était qu'il devait faire nuit. Il y eut des tentatives pour recréer des conditions acceptables en plein jour comme d'installer de grandes structures en toile de tente, mais rien ne fut vraiment concluant[réf. nécessaire].
Dans les années 1950, la plus grande intimité ainsi fournie aux clients donna aux drive-in une mauvaise réputation, jugés alors comme immoraux, et étiquetés de « passion pits », c'est-à-dire de « lieux de luxure », par les médias. Dans les années 1970, certains drive-in ont échangé leur films familiaux en films d'exploitation. Toujours dans les années 1970, certains drive-in ont même commencé la projection de  films pornographiques aux heures les moins fréquentées par les familles afin de pourvoir à des revenus supplémentaires. Ce qui posait problème était le fait que des films censurés étaient susceptibles d'être vus par un large public, certains films étant totalement illégaux. Ceci conduisit aussi à s'interroger sur la fiabilité et l'incontrôlabilité des médias pour adultes au sein du grand public.
Les adolescents aux revenus modestes développèrent une méthode pour voir les films projetés au drive-in à moindre coût : deux adolescents (habituellement un couple) prenaient leur voiture pour se rendre au drive-in et achetaient deux billets pendant que d'autres étaient cachés dans le coffre. Une fois le véhicule placé, les autres adolescents sortaient du coffre et s'installaient dans la voiture à la faveur de la nuit.
De nombreux drive-in ont été conçus de manière très élaborée et quelquefois avec des modes de confort un peu étranges. Certains étaient équipés de chauffages au propane, espérant ainsi attirer leurs clients même pendant les mois les plus froids. D'autres se procurèrent un chauffage à air passant dans des tubes souterrains pour chauffer les clients.
Les systèmes audio ont beaucoup évolué dans l'ère du drive-in. Au début, des haut-parleurs étaient placés au niveau de l'écran, cette méthode prouva son inefficacité donnant un son trop fort aux gens de la première rangée tandis que plus loin le son devenait inaudible. Puis une solution proposée en 1941 par RCA fut de mettre un petit haut-parleur individuel à disposition de chaque véhicule, avec son réglage de volume, ce qui était déjà mieux mais ne procurait pas de son stéréo. L'audio sera plus tard diffusé sur une bande radio AM ou FM pour être capté par le système stéréo des automobiles. 
À leur apogée, les drive-in usaient de gadgets et procédés publicitaires afin d'attirer encore plus de clients. Certains drive-in installèrent de petits monstres volants parmi les clients. D'autres avaient des attractions étranges et inhabituelles telles qu'une petite ménagerie ou une cage de singes afin d'attirer les curieux. Devant l'importance grandissante de la culture pop, de nombreux drive-in demandaient à des célébrités de venir faire l'ouverture dans tel ou tel endroit ou invitaient des groupes musicaux pour jouer avant la séance. D'autres encore avaient même des services religieux se produisant au drive-in le dimanche matin et le soir avant le film.

## Les ciné-parcs en documentaire et dans la peinture

### En vidéo
- 1995 : Après le coucher du soleil : la vie et les moments du drive-in (After Sunset: The Life and Times of the Drive-In Theater), documentaire réalisé par Jon Bokenkamp.
- 2004 : Shinning Stars : Les drive-in au Canada (Shining Stars: Canada's Drive-In Movie Theatres), documentaire de Sean C. Karow.

### En peinture
- Des moments pour se souvenir (Moments to Remember), série de peintures de Beaumont, un artiste texan. Randy Welborn inclut deux peintures de Beaumont représentant des drive-in au milieu des années 1950 : Goin' Steady et A Summer Remembered.

## Quelques chiffres
Très répandus aux États-Unis, pays d'origine du drive-in, il y en avait environ 4 600 dans les années 1960, Plus d'un quart des salles se trouvaient dans les zones rurales ou dans les banlieues.

### Arrivée dudrive-indans différents pays
Au Québec, les ciné-parcs ont débuté en 1970. À leur apogée, il y en avait trente-neuf, et en 2017, il en restait cinq (Saint-Eustache, Orford, Mont-Saint-Hilaire, Val-Morin, Grande-Rivière)
En Australie, le premier drive-in a ouvert en 1954.
Ils sont assez peu nombreux en Europe :
- En Allemagne : il y avait vingt-quatre drive-in en 1980 sur plus de 3 000 salles.
- France, La Farlède accueille le premier ciné-parc de France en 1967 et pendant près de dix ans[9]. Lors de la création des Halles de Rungis, diverses animations furent lancées pour tenter de donner une vie nocturne à ce lieu perçu comme deshumanisé, un cinéma drive-in y fut installé dès 1970[10] mais ne rencontra pas son public et périclita en quelques années.
- Le premier drive-in russe a ouvert en juin 1999[11].
- En Belgique, Bruxelles offre un espace drive-in à certains moments de l'année, en été notamment, depuis 2007[12].
- Espagne : il existe trois autocinés dans la province d'Alicante : un à Dénia depuis 1979, un à Jávea depuis les années 1990 et un au sud de Mutxamel[13].
- Irlande : il existe un drive-in cinéma dans la région de Cork, depuis 2010. Malgré les conditions météo défavorables de la région (pluie et froid), il a reçu un bon accueil et un second écran a été inauguré en 2012.

## Extension du concept de ciné-parc
Le principe du ciné-parc a été étendu à d'autres services. Plusieurs enseignes de restauration rapide proposent le principe de service au volant. Certaines banques ainsi qu'une enseigne de vente florale le font également, ainsi que des enseignes de distribution alimentaires. Des entreprises comme Acrelec se sont spécialisées dans la conception des bornes de commande pour drive-ins.
Le premier restaurant McDonald's utilisant le principe du drive-in (adaptation de « drive-through » en anglais) a ouvert à Oklahoma City en 1975.